# جيمس إف. بويس
جيمس إف. بويس (بالإنجليزية: James F. Boyce, Sr.)‏ هو شخصية أعمال وكيميائي أمريكي، ولد في 15 نوفمبر 1868، وتوفي في 2 يونيو 1935 في ساوغاتوك في الولايات المتحدة.